# Нижняя Шорсирма
Ни́жняя Шорсирма́ (чув. Анатри Шурҫырма) — деревня в Цивильском районе Чувашской Республики. Входит в состав Богатырёвского сельского поселения.

## География
Находится в северной части Чувашии на расстоянии приблизительно 13 км на запад по прямой от районного центра города Цивильск на правобережье реки Унга.

## История
Известна с 1859 года как околоток деревни Вторая Шаксубина (ныне не существует) с 26 дворами и 131 жителем. В 1897 году было учтено 238 жителей, 1926 — 54 двора, 255 жителей, в 1939—296 жителей, 1979—243. В 2002 году было 65 дворов, 2010 — 54 домохозяйства. В период коллективизации был образован колхоз им. Юркина, в 2010 году действовало КФХ «Илларионов».

## Население
Постоянное население составляло 192 человека (чуваши 100 %) в 2002 году, 144 в 2010.